# Egisto Macchi
Egisto Macchi (Grosseto (Toscana. Itàlia), 4 d'agost, 1928 - Montpeller (Hérault, França), 8 d'agost, 1992), va ser un compositor italià.

## Biografia
Macchi es va traslladar a Roma per estudiar composició, piano, violí i cant amb Roman Vlad (1946–51) i Hermann Scherchen (1949–54), entre d'altres. Va ser en aquest període que també va estudiar literatura i fisiologia humana a la Universitat de Roma La Sapienza.
A partir de finals de la dècada dels cinquanta, va iniciar la seva col·laboració amb un grup de músics (Franco Evangelisti, Domenico Guaccero i Daniele Paris), amb els quals estava unit per una intensa amistat. Al costat de Domenico Guaccero, Daniele Paris i Antonino Titone, va ser un dels editors de la revista "Orders", que va aparèixer per primera vegada el 1959. Amb Bertoncini, Bortolotti, Clementi, De Blasio, Evangelisti, Guaccero, Paris, Pennisi i Franco Norris, va fundar l'"Associació de Nova Consonància" el 1960. Va participar amb freqüència en la direcció de l'associació i va ocupar el càrrec de President del 1980 al 1982, i també el 1989.
Des del dia de la seva concepció, va seguir l'activitat de la Setmana Internacional de Música Nova a Palerm. Després de crear el Teatre Musical de Roma amb Guaccero, va fundar "Studio R7", un laboratori de música electrònica experimental nascut el 1967. És el mateix any que s'incorpora al "Gruppo di Improvvisazione di Nuova Consonança" de Franco Evangelisti, grup d'improvisació d'avantguarda que també va reclutar l'amic íntim i col·laborador de Macchi, Ennio Morricone.
El 1978 va formar part de la comissió italiana de música d'UNICEF, juntament amb Luis Bacalov, Franco Evangelisti, Ennio Morricone i Nino Rota.
El 1983 crea, juntament amb Guaccero, l'Institut de la Veu, buscant atendre problemes relacionats amb el treball vocal al camp de la música clàssica i la música folklòrica de tots els continents. L'institut va fer ús de les noves tecnologies al camp de l'electrònica i la cibernètica. Va assumir la direcció de l'institut després de la mort del seu amic el 1984.
Van seguir altres iniciatives. El 1984 es va convertir en un dels fundadors de I.R.T.E.M (Institut de Recerca per al Teatre Musical), juntament amb Paola Bernardi, Carlo Marinelli i Ennio Morricone. En aquest context també va fundar l'Arxiu Sonor de Música Contemporània, del qual en va ser director fins a la mort. És amb l'Arxiu Sonor que va crear un cicle de conferències, trobades i seminaris per al coneixement i la difusió de la música contemporània.
En els seus darrers anys, havia estat treballant amb Ennio Morricone per promoure la 'Nova Òpera'. El novembre de 1991 va completar La Bohème, una transcripció per a setze instruments i quatre sintetitzadors, i Morricone va adaptar Tosca de manera similar. Les dues obres estaven a punt per ser posades en escena quan Macchi va morir el 1992.